# Каппер, Сандер
Сандер Каппер (эст. Sander Kapper; 8 декабря 1994, волость Полли, Вильяндимаа) — эстонский футболист, правый полузащитник.

## Биография
В шестилетнем возрасте начал заниматься футболом в школе «Тулевик» (Вильянди), однако довольно скоро из-за переездов семьи вынужден был прекратить занятия. В детстве много лет жил в Дании, где в 13-летнем возрасте снова пошёл в футбольную секцию, а с 15 лет — в Финляндии. В 2014 году играл за финский клуб третьего дивизиона «Мюллюпуро».
В 2015 году присоединился к «Тулевику». Первый матч в высшей лиге Эстонии сыграл 4 апреля 2015 года против «Пярну ЛМ», заменив на 88-й минуте Карла Ивара Маара. Всего в первом сезоне сыграл 25 матчей, а его команда заняла последнее место и вылетела из высшей лиги. В первой половине 2016 года игрок продолжал выступать за «Тулевик» в первой лиге.
Летом 2016 года перешёл в «Таммеку» (Тарту) и провёл в клубе три с половиной года, в 2016 году играл на правах аренды, а затем — на постоянном контракте, за это время сыграл более ста матчей в высшем дивизионе. Финалист Кубка Эстонии 2016/17. В 2020 году на один сезон вернулся в «Тулевик», а затем в течение двух лет снова играл за «Таммеку». В начале 2023 года перешёл в «Вапрус» (Пярну).
Провёл более 200 матчей в высшей лиге Эстонии (по состоянию на конец 2022 года).
Сыграл один матч за олимпийскую сборную Эстонии (до 23 лет) — 10 октября 2018 года против англичан (0:1).

## Личная жизнь
Встречается с футболисткой и тренером Сирье Роопс, в конце 2022 года они заключили помолвку.